# Дасинг
Дасинг (њем. Dasing) општина је у њемачкој савезној држави Баварска. Једно је од 24 општинска средишта округа Ајхах-Фридберг. Према процјени из 2010. у општини је живјело 5.328 становника. Посједује регионалну шифру (AGS) 9771122.

## Географски и демографски подаци
Дасинг се налази у савезној држави Баварска у округу Ајхах-Фридберг. Општина се налази на надморској висини од 483 метра. Површина општине износи 40,9 km². У самом мјесту је, према процјени из 2010. године, живјело 5.328 становника. Просјечна густина становништва износи 130 становника/km².